# حمى العظام (رواية)
حمى العظام هي رواية كتبتها مؤلفة الجريمة الإسكتلندية فال ماكديرميد. نشرت عن دار ليتل براون في بريطانيا العظمى (2009) وهاربر كولنز للولايات المتحدة وكندا (2010)، وهي الرواية السادسة في السلسلة التي تضم عالم النفس الدكتور توني هيل [الإنجليزية] ورئيس المفتشين كارول جوردان. تحولت العديد من الكتب في هذه السلسلة إلى المسلسل التلفزيوني بعنوان Wire in the Blood [الإنجليزية]، من بطولة روبسون غرين بدور توني هيل، وهيرموني نوريس بدور كارول جوردان.

## حبكة
تركز القصة على التحقيق في مقتل العديد من المراهقين الذين لا يمكن التواصل معهم إلا من خلال استخدامهم لموقع التواصل الاجتماعي الخيالي RigMarole.

## الجوائز
- 2011، جائزة باري لأفضل رواية ذات غلاف ورقي.
- 2011، جائزة لامدا الأدبية للغموض.[3]